# Carlo Ancelotti
Carlo Ancelotti (Reggiolo, 10 de juny de 1959) és un exfutbolista professional italià i entrenador de futbol. És un dels tècnics amb més èxit de la dècada del 2000. Actualment fa de seleccionador de la selecció de futbol del Brasil.

## Trajectòria com a jugador
Ancelotti s'inicià professionalment al Parma FC, en les categories juvenils abans que el 1976 debutara en el primer equip dels parmesans.
Després del seu pas pel Parma, el 1979 se'n va anar a l'AS Roma, on Carletto jugà al costat de grans futbolistes com Paulo Roberto Falcão, Bruno Conti, Agostino, Bartolomei i va ser dirigit per un dels seus grans mestres: Nils Liedholm. Un tècnic que li va ensenyar molt i que va ser vital per al seu progrés futbolístic i per a la seua reeixida carrera. Després estigué a les ordres de Sven-Göran Eriksson que en aquells dies era un jove i innovador tècnic.
Debutà en la Sèrie A el 16 de setembre de 1979, en un Roma 0-0 Milan.
En les files de l'AS Roma va conquistar un Scudetto (1983), 4 Copes d'Itàlia (1980, 1981, 1984, 1986). El migcampista italià va viure a Roma la primera gran etapa de la seua carrera, en la qual destaca el Scudetto del 83, o la final de la Copa d'Europa de 1984 davant el Liverpool a Roma, en la qual no va poder jugar. Tot això malgrat els infortunis que va patir en forma de lesions greus que li van impedir jugar regularment.
Romangué en la Roma durant vuit temporades, fins a 1987 quan va ingressar en les files del Milà, on anava a formar part d'un dels millors conjunts de la història del futbol italià, en el qual Ancelotti va ser una de les peces bàsiques en el centre del camp, al costat de Roberto Donadoni. Berlusconi confià en Sacchi i aquest implantà un sistema tàctic que encixaren a la perfecció els components d'una plantilla, en la qual destacaven entre altres: Marco Van Basten, Ruud Gullit, Frank Rijkaard, Franco Baresi, Paolo Maldini.
En l'equip rossonero va guanyar dues vegades la Copa d'Europa, la Supercopa d'Europa, la Copa Intercontinental i la Lliga italiana, en dues ocasions, l'última el 1992, any que es retiraria del futbol professional en activitat.
Amb la selecció d'Itàlia ha estat internacional en 26 ocasions i anotà un gol.

## Trajectòria com a entrenador
Com a entrenador, Ancelotti debutà el 1995, entrenant l'AC Reggiana 1919, aconseguint l'ascens a la Serie A.
En 1996 entrenà al Parma FC club on inicià la carrera de jugador, per a passar posteriorment a la Juventus FC.
Després d'un pas sense resultats positius, el 2001 fou fitxat pel poderós AC Milan, per a substituir Fatih Terim en la direcció tècnica del club. Amb Ancelotti a la banqueta, i amb jugadors com Andrí Xevtxenko, Manuel Rui Costa, Paolo Maldini, el 2003 assolí la Lliga de Campions de la UEFA, després de derrotar en la tanda de penals a la Juventus. A l'any següent assolí el Scudetto (2004), i el 2005 va veure com se li escapà el títol d'Europa després d'anar guanyant per 3-0 i al final després d'una heroica remuntada de l'equip anglès caigué en penals davant el Liverpool FC. El 2007 es tornà a repetir la mateixa final de la Champions League i aquesta vegada si guanyà el Milà al Liverpool prenent-se la revenja per 2-1, conquistant així Ancelotti el seu segon títol de la màxima competició europea.
Carlo Ancelotti es convertí al seu torn en una de les sis persones que han aconseguit guanyar el títol màxim de clubs europeus com a jugador i com a entrenador. Ho assoliren també Miguel Muñoz, Johan Cruyff, Giovanni Trapattoni, Frank Rijkaard i Josep Guardiola i Sala.
L'1 de juny de 2009 s'oficialitzà el seu fitxatge pel Chelsea FC, abandonant així l'AC Milan, el club de tota la seua vida. El juny de 2011 va ser substituït al Chelsea per André Villas-Boas, mentre ell marxava al Paris Saint Germain.
El juny de 2013 es va confirmar el seu fitxatge com a entrenador del Reial Madrid, en substitució de José Mourinho, càrrec del qual fou destituït per Florentino Pérez dos anys després, després que no aconseguís cap títol el darrer any.

## Palmarès

### Com a jugador
AS Roma
- 1 Serie A: 1982-83
- 4 Copes italianes: 1979-80, 1980-81, 1983-84, 1985-86

AC Milan
- 1 Copa Intercontinental: 1989
- 2 Copes d'Europa: 1988-89, 1989-90
- 1 Supercopa d'Europa: 1990
- 2 Serie A: 1987-88, 1991-92
- 1 Supercopa italiana: 1988

### Com a entrenador
Juventus FC
- 1 Copa Intertoto: 1999

AC Milan
- 1 Campionat del Món de clubs: 2007
- 2 Lligues de Campions de la UEFA: 2002-03, 2006-07
- 2 Supercopes d'Europa: 2003, 2007
- 1 Serie A: 2003-04
- 1 Copa italiana: 2002-03
- 1 Supercopa italiana: 2004

Chelsea FC
- 1 Premier League: 2009-10
- 1 Copa anglesa: 2009-10
- 1 Community Shield: 2009

Paris Saint-Germain FC
- 1 Ligue 1: 2012-13

Reial Madrid CF
- 1 Copa Intercontinental de la FIFA: 2024[2]
- 2 Campionats del Món de clubs: 2014, 2022
- 3 Lligues de Campions de la UEFA: 2013–14, 2021–22, 2023-24[3]
- 3 Supercopes d'Europa: 2014,[4] 2022, 2024[5]
- 2 Lligues espanyoles: 2021-22, 2023-24[6]
- 2 Copes del Rei: 2013-14, 2022-23[7]
- 2 Supercopes d'Espanya: 2022, 2024[8]

FC Bayern de Múnic
- 1 Bundesliga: 2016-17
- 2 Supercopes alemanyes: 2016, 2017

## Anècdota
- Carlo Ancelotti actuà en el film Don Camillo de 1983, apareix a partir del minut 4.20 vestit amb gavardina que es lleva per a poder eixir al camp amb vestimenta taronja - Vídeo.